# Мішель Гмае
Мішель Гмае (фр. Michel Hmaé, нар. 21 березня 1978) — новокаледонський футболіст, який грав на позиції нападника. відомий за виступами в низці новокаледонських клубів та у складі збірної Нової Каледонії. На березень 2021 року є кращим бомбардиром збірної Нової Каледонії — 22 забитих м'ячі в 28 матчах.

## Клубна кар'єра
Мішель Гмае розпочав виступи у професійних клубах у таїтянській команді «Пірае» в 2002 році. З наступного року Гмае грав у складі новокаледонського клубу «Мажента», у складі якого кілька разів ставав чемпіоном Нової Каледонії. На початку 2010 року Мішель Гмае став гравцем іншого новокаледонського клубу «Мон-Дор», у складі якого ще два рази ставав переможцем першості острова. У 2013 році повернувся до складу клубу «Мажента», у складі якого в 2016 році завершив виступи на футбольних полях.

## Виступи за збірну
У 2003 році Мішель Гмае дебютував у складі збірної Нової Каледонії. У складі збірної брав участь у відбіркових матчах до чемпіонатів світу та в розіграшах Кубка націй ОФК. У складі збірної грав до 2011 року, зіграв у її складі 28 матчів, у яких відзначився 22 забитими м'ячами, що станом на березень 2021 року є найкращим показником серед гравців збірної.

## Титули і досягнення
- Срібний призер Кубка націй ОФК: 2008
- Переможець Тихоокеанських ігор: 2011